# MG3

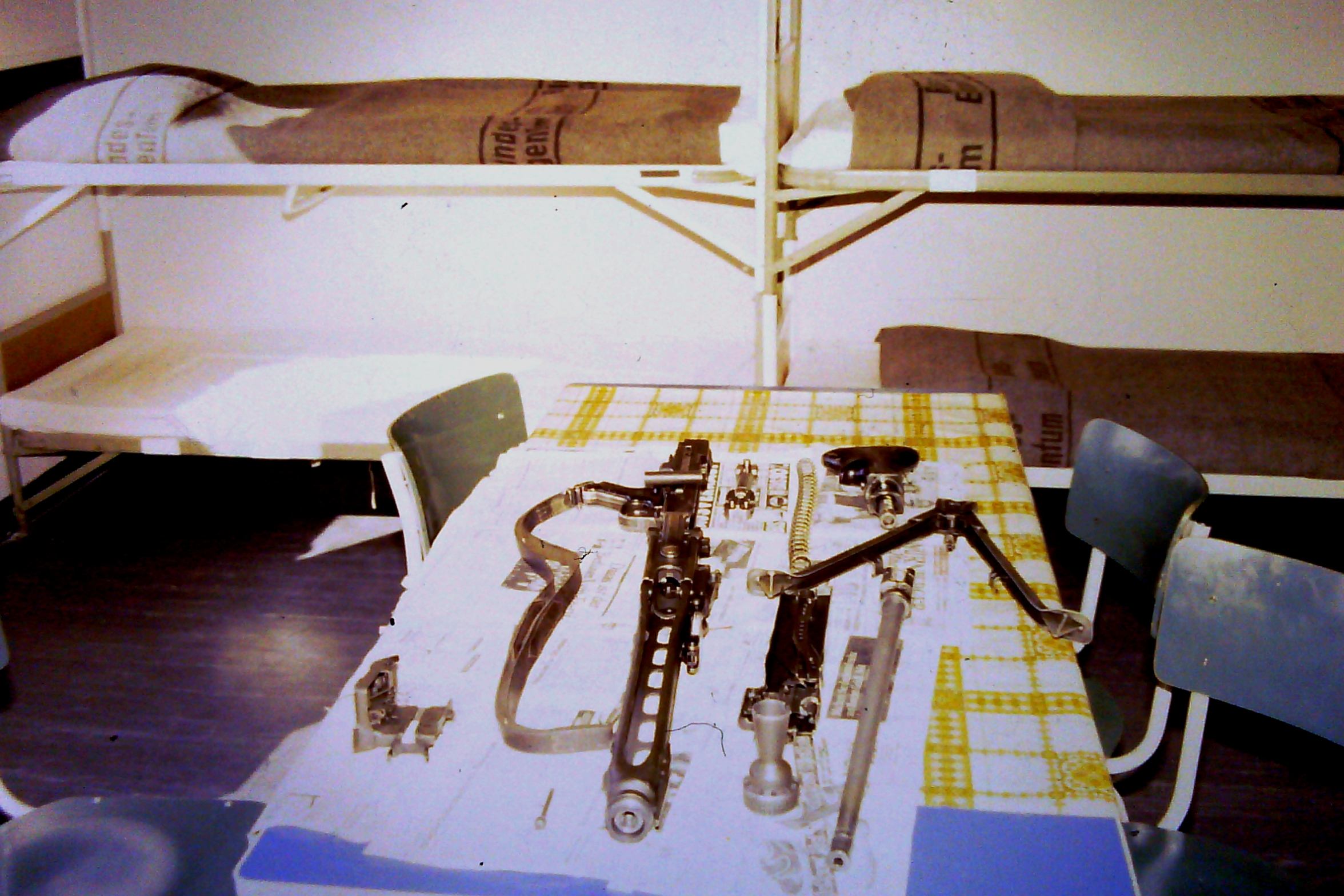
Zerlegtes MG3 in einer Bundeswehrstube (1982)

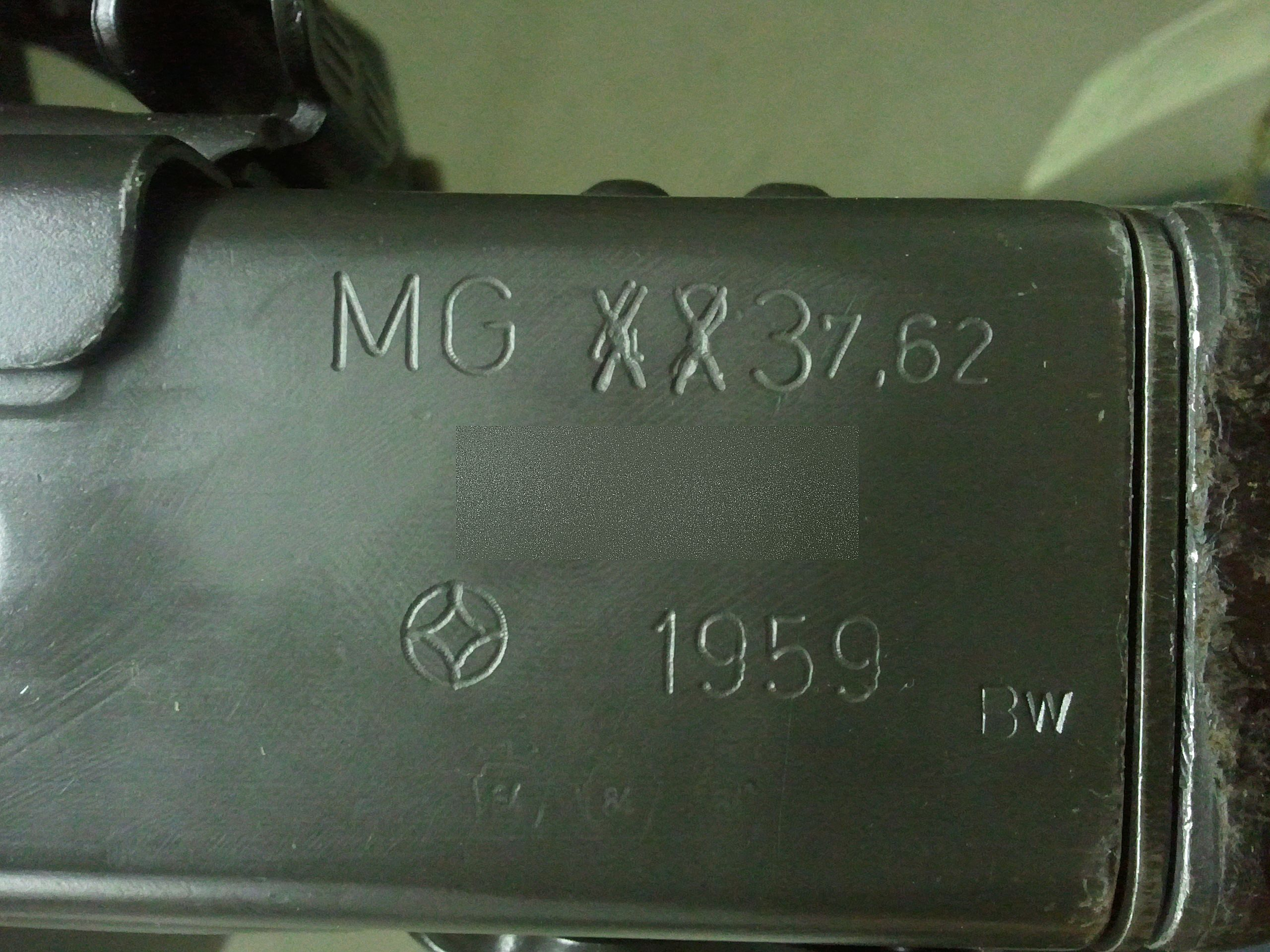
Ein zum MG3 umgebautes MG 42

Das MG3 ist das 1969 eingeführte Standardmaschinengewehr (MG) der Bundeswehr. Es ist eine Weiterentwicklung des deutschen Maschinengewehrs MG 42 aus dem Zweiten Weltkrieg. Hergestellt wurde es von der Firma Rheinmetall. Das MG3 wurde in zahlreiche Staaten exportiert. Unter anderem wird es noch in Pakistan bei POF (Pakistan Ordnance Factories) und in der Türkei bei MKE in Lizenz gefertigt. Hierbei wurde die Waffe auch entsprechend modifiziert. Das österreichische Bundesheer entwickelte mit dem MG 74 eine vergleichbare Waffe aus dem MG 42 heraus. 

## Geschichte
In den 1950er Jahren begann bei Rheinmetall in Düsseldorf die Neufertigung des MG42/58 und MG42/59 im NATO-Kaliber 7,62 × 51 mm NATO. Diese Waffen kamen als MG1 zur Bundeswehr. Aus Beständen des Bundesgrenzschutzes übernommene Originalwaffen, die auf das NATO-Kaliber aptiert wurden, erhielten die Bezeichnung MG2. Direkter Vorläufer des MG3 war das MG1 A3. Es konnte neben dem DM1-Gurt auch die Zerfallgurte M13 und DM60 nutzen und verfügte über einen modifizierten Rückstoßverstärker. Die MG1 A3 wurden um das Jahr 1965 produziert und später umgebaut; ab 1966 kam dann das MG3 in die Truppe. Die übrigen Vorgängerwaffen wurden nach und nach auf diesen Stand umgerüstet. Das MG3 wurde in Deutschland bei Rheinmetall bis 1977 produziert. Es wird nach wie vor von der Bundeswehr verwendet, so z. B. beim Einsatz in Afghanistan.
Nachfolger in der Bundeswehr ist das MG5.

## Technik

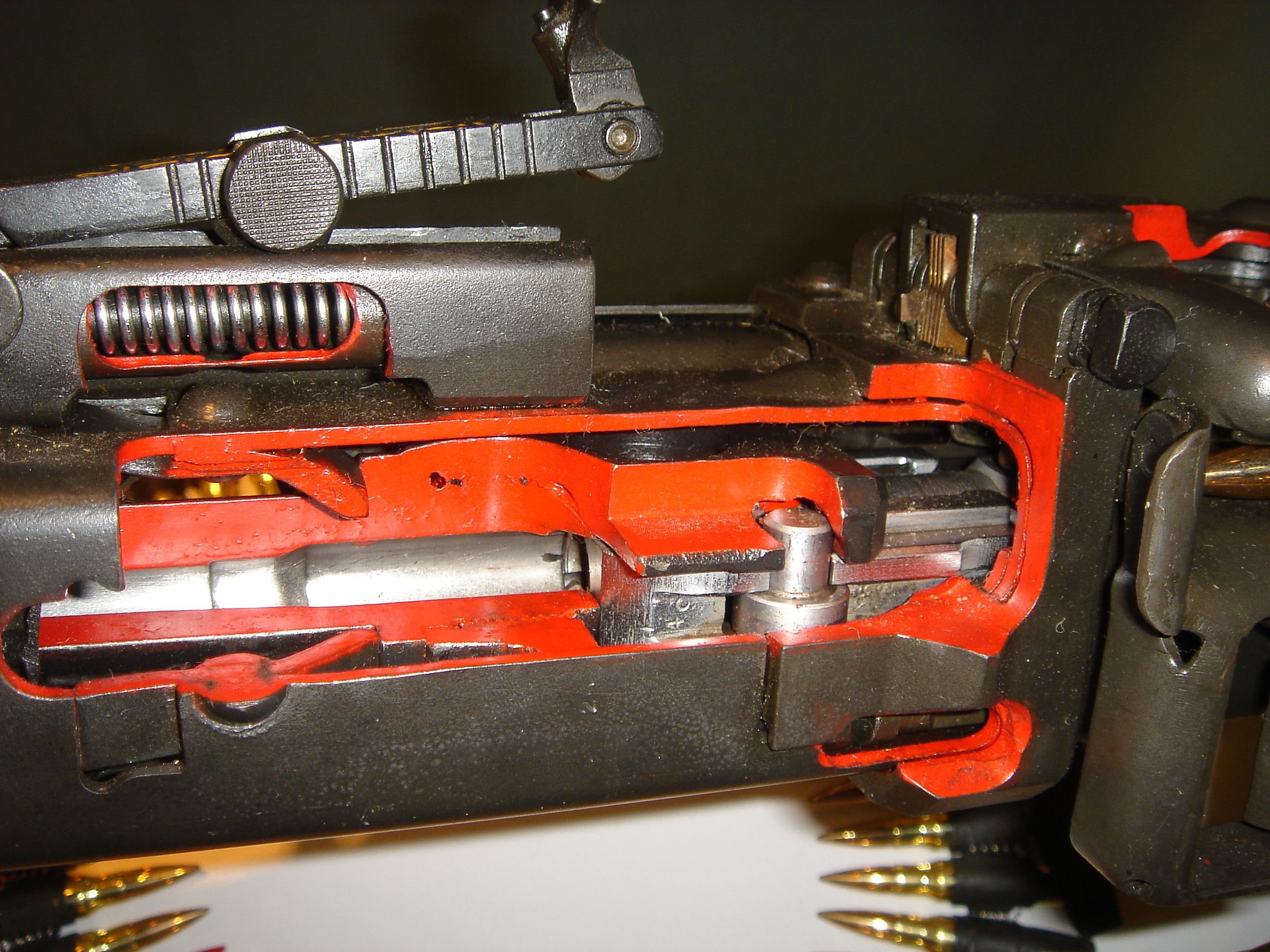
Schnittmodell des Verschlusses

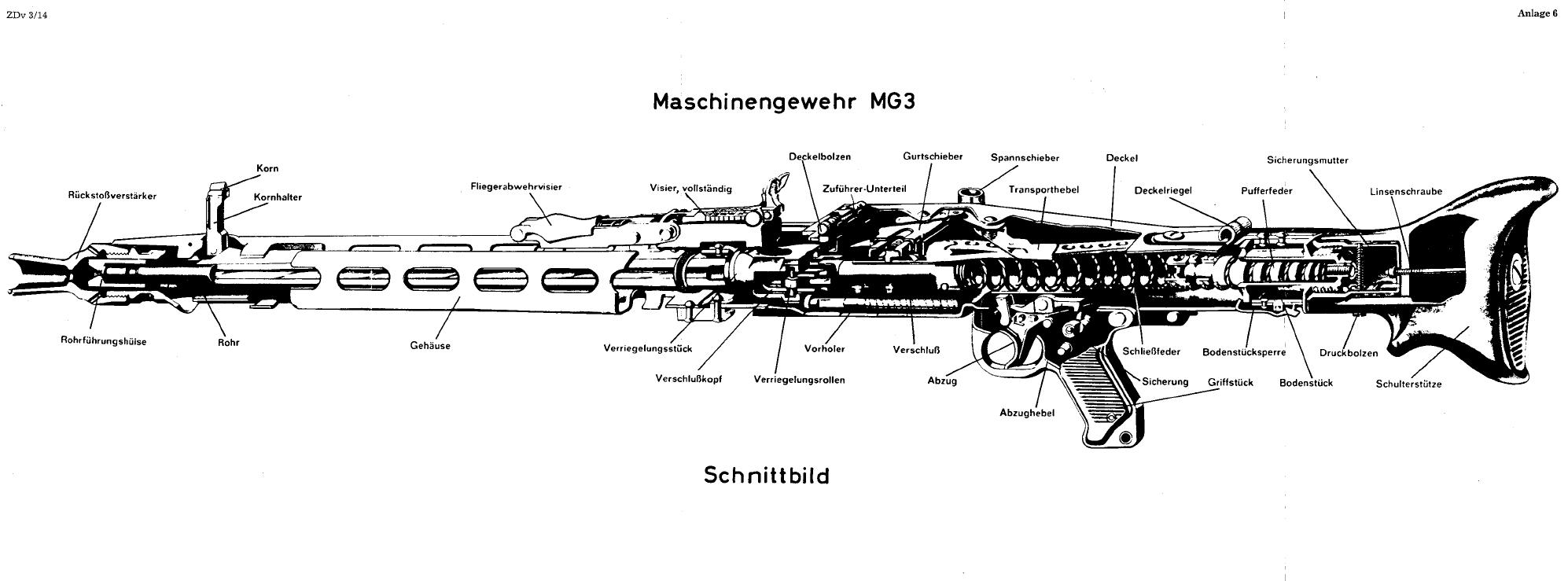
Schnittbild Bauteile MG3

Die erste Änderung gegenüber dem MG 42 war die Einführung des Kalibers 7,62 × 51 mm NATO für das MG. Weitere Änderungen betrafen Rohr, Gehäuse, Deckel, Verschluss, Zweibein und Rückstoßverstärker.
Die theoretische Feuergeschwindigkeit wurde von 1500 auf 1200 Schuss/min unter anderem durch Verwendung eines schwereren Verschlusses und den Einbau einer anderen Schließfeder herabgesetzt. Durch notwendige Tätigkeiten, wie beispielsweise das Wechseln des heißgeschossenen Rohres mit dem im Rohrschützer befindlichen kalten Rohr, was nach 150 Schuss Dauerfeuer mit Gefechtsmunition oder 100 Schuss Manövermunition ohne zwischenzeitliche Abkühlung auf Handwärme durchzuführen ist, sinkt dieser Wert in der Praxis auf etwa 300 Schuss.
Da die Waffe einen erheblichen Teil der Feuerkraft der Gruppe darstellt und die Bedienung (Zielerfassung, Munitionszufuhr, Transport etc.) komplex ist, sind dem MG3 in der Regel mindestens zwei Soldaten zugeteilt.
Zum Verschießen von Übungsmunition mit dem MG3 kann der Rückstoßverstärker durch ein spezielles Zusatzgerät (Üb-Rückstoßverstärker) ersetzt werden. Dieser gewährleistet ein vollständiges Zurückgleiten des Verschlusses trotz der eingesetzten (schwächeren) Manövermunition und damit eine zuverlässige Funktion der Waffe.
Es gibt verschiedene Versionen des Rohrs, entweder mit vier Zügen oder als Polygonrohr.
Die Waffe kann als Handwaffe der Infanterie auf Zweibein, schultergestützt oder auf einer tragbaren Feldlafette mit Winkelspiegel und optischem Vergrößerungsvisier, zur Fliegerabwehr auf Dreibein oder als Fahrzeugbewaffnung auf Drehringlafette oder als Teil einer fernbedienbaren Waffenstation eingesetzt werden.
Es können auch zwei MGs auf einer achsparallelen Lafette (Zwillingssockellafette oder auch „ZwiSoLa“) gleichzeitig mit mechanischer Fernbedienung zur Fliegerabwehr verwendet werden.
Die Einheiten der Bundeswehr setzten das MG3 bei Auslandseinsätzen auch als Bordmaschinengewehr in Hubschraubern des Typs Bell UH-1D ein (siehe auch Doorgunner). Früher wurde es auch in der CH-53G verwendet, dort ist jedoch mittlerweile das M3M im Einsatz.
Als Fahrzeugbewaffnung kann auch die kompaktere Version MG3A1 eingesetzt werden. Diese verzichtet u. a. auf das Schulterstück.
Des Weiteren wird für die Waffe unter der Bezeichnung „MG3 KWS“ vom Hersteller in Kooperation mit anderen Anbietern eine Möglichkeit zur Kampfwertsteigerung angeboten.

## Baugruppen
Das MG3 besteht aus elf Baugruppen und Zubehörteilen:
- Griffstück
- Spannschieber
- Gurtzuführer (Deckel mit Zuführeroberteil, Zuführerunterteil)
- Schulterstütze
- Bodenstück
- Schließfeder
- Verschluss
- Rohr
- Rohrführungshülse
- Rückstoßverstärker
- Gehäuse mit Rohrwechselklappe und Visiereinrichtung

Zubehör:
- Zweibein
- Trageriemen
- Rohrschützer
- Tragetasche mit Inhalt
- Patronenkasten DM2
- Gurttrommel